# Tintenbar
Tintenbar är en ort i Australien. Den ligger i kommunen Ballina och delstaten New South Wales, i den sydöstra delen av landet, omkring 600 kilometer norr om delstatshuvudstaden Sydney. Antalet invånare är 588.
Närmaste större samhälle är Lennox Head, nära Tintenbar. 
Trakten runt Tintenbar består till största delen av jordbruksmark. Runt Tintenbar är det ganska tätbefolkat, med 80 invånare per kvadratkilometer. Genomsnittlig årsnederbörd är 1 858 millimeter. Den regnigaste månaden är januari, med i genomsnitt 298 mm nederbörd, och den torraste är oktober, med 40 mm nederbörd.